# Conus freitasi
Espèce
Conus freitasi est une espèce de mollusques gastéropodes marins de la famille des Conidae.
Comme toutes les espèces du genre Conus, ces escargots sont prédateurs et venimeux. Ils sont capables de « piquer » les humains et doivent donc être manipulés avec précaution, voire pas du tout.

## Description
La longueur de la coquille varie entre 10,8 mm et 15,9 mm.

## Distribution
Cette espèce marine d'escargot conique est présente au large des Cap-Vert.

## Taxonomie

### Publication originale
L'espèce Conus freitasi a été décrite pour la première fois en 2018 par les malacologistes Manuel Jimenez Tenorio (d), Carlos Manuel Lourenço Afonso (d), Emilio Rolán Mosquera (d), Stiven Pires, Paulo Vasconcelos (d), Samuel Abalde et Rafael Zardoya (d) dans la publication intitulée « Zoologia Caboverdiana »,.

### Synonymes
- Africonus freitasi Tenorio, Afonso, Rolán, Pires, Vasconcelos, Abalde & Zardoya, 2018 · appellation alternative (combinaison originale)

## Identifiants taxonomiques
Chaque taxon catalogué par les bases de données biologiques et taxonomiques possède un identifiant qui permet d'établir un point de référence. Les identifiants de Conus freitasi dans les principales bases sont les suivants :
CoL : XXF3 - GBIF : 9718220 - WoRMS : 1053036